# The Turn of the Lights
The Turn of the Lights è il terzo album solista di Andre Matos, pubblicato il 22 agosto 2012.
La versione europea conta come bonus track Wings of Reality, cover dell'omonimo brano degli Angra appartenente all'album Fireworks (1998). la versione giapponese invece propone come bonus track Fake Plastic Trees, cover di un brano dei Radiohead tratto da The Bends (1995).

## Tracce

### Edizione standard
1. Liberty – 4:12 (Andre Matos, Hugo Mariutti)
2. Course of Life – 5:40 (Andre Matos)
3. The Turn of the Lights – 4:21 (Andre Matos, Bruno Ladislau, Eloy Casagrande, Hugo Mariutti)
4. Gaza – 5:30 (Andre Matos, Hugo Mariutti)
5. Stop! – 5:15 (Andre Matos, Hugo Mariutti)
6. On Your Own – 5:42 (Andre Matos, Hugo Mariutti)
7. Unreplaceable – 4:50 (Andre Matos, Bruno Ladislau, Hugo Mariutti)
8. Oversoul – 5:32 (Andre Matos, Bruno Ladislau, Hugo Mariutti)
9. White Summit – 4:01 (Andre Matos, Hugo Mariutti)
10. Light-Years – 4:08 (Andre Hernandes, Andre Matos)
11. Sometimes – 3:23 (Andre Matos)

Traccia bonus edizione europea
1. Wings of Reality (Angra cover) – 4:42

Traccia bonus edizione giapponese
1. Fake Plastic Trees (Radiohead cover) – 5:57

### Bonus CD edizione giapponese
1. At Least a Change (Viper cover) – 3:58
2. I Don’t Believe In Love (Queensrÿche cover) – 4:32
3. Fake Plastic Trees (Radiohead cover) – 4:42
4. Hisame – 5:19

## Formazione
- Andre Matos - voce
- Hugo Mariutti - chitarra
- Andre Hernandes - chitarra
- Bruno Ladislau - basso
- Rodrigo Silveira - batteria